# Jean-Claude Nallet
Jean-Claude Nallet (Francia, 13 de marzo de 1947-19 de agosto de 2023) fue un atleta francés especializado en la prueba de 400 m vallas, en la que consiguió ser campeón europeo en 1974.

## Carrera deportiva
En el Campeonato Europeo de Atletismo de 1969 ganó la medalla de plata en los 400 m, con un tiempo de 45.8 segundos, llegado a meta tras el polaco Jan Werner y por delante de otro polaco Stanisław Grędziński (bronce).
Dos años después, en el Campeonato Europeo de Atletismo de 1971 ganó la medalla de oro en los 400 m vallas, con un tiempo de 49.2 segundos que fue récord de los campeonatos, llegando a meta por delante del alemán Christian Rudolph y del soviético Dmitriy Stukalov.
Tres años después, en el Campeonato Europeo de Atletismo de 1974 ganó la medalla de plata en la misma prueba, con un tiempo de 48.94 segundos, llegando a meta tras el británico Alan Pascoe (oro con 48.82 segundos que fue récord de los campeonatos) y por delante del soviético Yevgeniy Gavrilenko (bronce).